# Сиранука (посёлок)
Сиранука (яп. 白糠町 Сиранука-тё:) — посёлок в Японии, находящийся в уезде Сиранука округа Кусиро губернаторства Хоккайдо. Площадь посёлка составляет 773,75 км², население — 8750 человек (30 июня 2014), плотность населения — 11,31 чел./км².

## Географическое положение
Посёлок расположен на острове Хоккайдо в губернаторстве Хоккайдо. С ним граничат город Кусиро и посёлки Асёро, Хомбецу, Урахоро.

## Население
Население посёлка составляет 8750 человек (30 июня 2014), а плотность — 11,31 чел./км². Изменение численности населения с 1980 по 2005 годы:
| 1980 | 14 514 чел. |  |
| 1985 | 14 105 чел. |  |
| 1990 | 13 301 чел. |  |
| 1995 | 12 307 чел. |  |
| 2000 | 11 359 чел. |  |
| 2005 | 10 397 чел. |  |

## Символика
Деревом посёлка считается Sorbus commixta, цветком — ноготок лекарственный.